# 충비 호씨 (홍무제)
충비 호씨(중국어: 充妃 胡氏)는 명 태조 주원장의 비이고, 봉양부 임회 사람이다. 아버지 (일설에는 오빠)는 정원위도지휘 호천이다.

## 생애
전설에 따르면, 그녀는 과부였지만 정절을 지키려 했고, 주원장은 그녀를 첩으로 삼으려 했지만, 그녀의 어머니가 허락하지 않았다. 후에 그녀가 회안으로 종군하자, 주원장은 조군용에게 편지를 썼고, 조군용은 호씨 모녀를 주원장에 보내어 주원장이 첩으로 삼게 하였고, 용봉 10년 3월 3일 (1364년 4월 5일), 초소왕 주정을 낳았다. 명나라가 세워지고, 호씨는 충비(充妃)로 봉해졌다. 충비 호씨의 조카 호현은 관직으로 도독첨사에 이르렀고, 홍무 21년에 양국공(梁国公)으로 봉해졌다. 영락 10년 (1412년) 2월, 명 성조는 충비 호씨를 소경(昭敬)이라는 시호를 올렸다.
야사 《죄유록(罪惟录)》에 따르면, 충비 호씨는 총애를 받았고, 마황후가 죽자, 주원장은 그녀를 황후로 세우려 했다. 궁중에서 낙태를 하여 내강으로 던져졌고, 내시는 충비 호씨의 소행이라고 말했고, 주원장은 충비 호씨를 죽이고 성 밖으로 시체를 버렸다. 초왕이 조정에 와서 어머니의 시신을 청했지만, 할 수 없었다.

## 관련 작품
- 2006년, 《주원장(朱元璋)》, 감정정, 역할 호옥아(胡玉儿)

## 참고 문헌
- 《국초사적(国初事迹)》
- 《명사(明史)》 황자전
- 《개국공신록(开国功臣录)》
- 《명실록(明实录) · 태종문황제실록(太宗文皇帝实录)》
- 사계좌 《죄유록(罪惟录)》